# Morir en el bien, Vivir en el mal
Morir en el bien, Vivir en el mal, lanzado el 13 de mayo de 2016, es el décimo álbum de estudio de la banda Saratoga. Es el primer álbum con la octava formación de la banda, que junta al cantante Tete Novoa por primera vez con el baterista Dani Pérez y el guitarrista Jero Ramiro. También aparece la primera colaboración vocal en la historia de la banda: Aroa Martín de la banda Khael, donde también toca Dani Pérez.

## Canciones
| N.º | Título                              | Duración |  |
| 1.  | «Perseguido»                        | 5:23     |  |
| 2.  | «Mi Venganza»                       | 3:51     |  |
| 3.  | «Morir en el Bien, Vivir en el Mal» | 4:24     |  |
| 4.  | «Como el Viento»                    | 5:28     |  |
| 5.  | «Volverá»                           | 5:44     |  |
| 6.  | «Luchar o Morir»                    | 3:26     |  |
| 7.  | «El Vals de la Rosa Herida»         | 5:35     |  |
| 8.  | «El Ciprés Solitario»               | 5:21     |  |
| 9.  | «Vi»                                | 5:45     |  |
| 10. | «No Pidas Perdón»                   | 4:05     |  |
| 11. | «Saliendo de la Oscuridad»          | 5:34     |  |
| 12. | «Eteréa»                            | 3:44     |  |

## Créditos
- Tete Novoa - Voz y coros
- Jero Ramiro - Guitarra
- Niko del Hierro - Bajo y coros
- Dani Pérez - Batería.

con
- Aroa Martín - Voz en "El Vals de la Rosa Herida"
- Pepe Herrero - Pianos y teclados en "El Vals de la Rosa Herida" y "No pidas perdón". Mastering y Mezcla.

Producido por Saratoga